# Erebus obscura
Erebus obscura là một loài bướm đêm trong họ Erebidae.